# Законы Ньютона
Зако́ны Нью́то́на — три важнейших закона классической механики, которые позволяют записать уравнения движения для любой механической системы, если известны силы, действующие на составляющие её тела. Впервые в полной мере сформулированы Исааком Ньютоном в книге «Математические начала натуральной философии» (1687 год). В ньютоновском изложении механики, широко используемом и в настоящее время, эти законы являются аксиомами, базирующимися на обобщении экспериментальных результатов.
Согласно законам Ньютона, влияние на точечное тело со стороны другого тела требуется не для поддержания скорости (последнее в некоторых системах отсчёта происходит автоматически) исследуемого тела, а для её изменения; при этом ускорения пропорциональны существующей в данный момент силе взаимодействия тел и соотносятся как обратное отношение их масс. Подобная концепция отвергает господствовавшие два тысячелетия представления и не очевидна из простого бытового опыта.

## Первый закон Ньютона
Первый закон Ньютона постулирует существование инерциальных систем отсчёта. Поэтому он также известен как закон инерции. Инерция (она же инертность) — свойство тела сохранять скорость своего движения неизменной по величине и направлению, когда не действуют никакие силы, а также свойство тела сопротивляться изменению его скорости. Чтобы изменить скорость движения тела, необходимо приложить некоторую силу, причём результат действия одной и той же силы на разные тела будет различным: тела обладают разной инерцией (инертностью), величина которой характеризуется их массой.

### Современная формулировка
В современной физике первый закон Ньютона принято формулировать в следующем виде:
| Существуют такие системы отсчёта, называемые инерциальными, относительно которых материальные точки, когда на них не действуют никакие силы (или действуют силы взаимно уравновешенные), находятся в состоянии покоя или равномерного прямолинейного движения. |

### Историческая формулировка
Ньютон сформулировал первый закон механики так:
| Всякое тело продолжает удерживаться в своём состоянии покоя или равномерного и прямолинейного движения, пока и поскольку оно не понуждается приложенными силами изменить это состояние. |

С современной точки зрения, такая формулировка неудовлетворительна. Во-первых, термин «тело» следует заменить термином «материальная точка», так как тело конечных размеров в отсутствие внешних сил может совершать и вращательное движение. Во-вторых, и это главное, Ньютон в своём труде опирался на существование абсолютной неподвижной системы отсчёта, то есть абсолютного пространства и абсолютного времени, а это представление современная физика отвергает. С другой стороны, в произвольной (например, вращающейся) системе отсчёта закон инерции неверен, поэтому ньютоновская формулировка была заменена постулатом существования инерциальных систем отсчёта.

## Второй закон Ньютона
Второй закон Ньютона — дифференциальный закон движения, описывающий взаимосвязь между приложенной к материальной точке силой и получающимся от этого ускорением данной точки. Фактически, второй закон Ньютона вводит массу как меру проявления инертности материальной точки в выбранной инерциальной системе отсчёта (ИСО).
Масса материальной точки при этом полагается величиной, постоянной во времени и не зависящей от каких-либо особенностей её движения и взаимодействия с другими телами.

### Современная формулировка
| В инерциальной системе отсчёта ускорение, которое получает материальная точка с постоянной массой, прямо пропорционально равнодействующей всех приложенных к ней сил и обратно пропорционально её массе. |

При подходящем выборе единиц измерения этот закон можно записать в виде формулы:
где {\displaystyle {\vec {a}}} — ускорение материальной точки;
{\displaystyle {\vec {F}}} — равнодействующая всех сил, приложенных к материальной точке;
{\displaystyle m} — масса материальной точки.
Второй закон Ньютона может быть также сформулирован в эквивалентной форме с использованием понятия импульс:
| В инерциальной системе отсчёта скорость изменения импульса материальной точки равна равнодействующей всех приложенных к ней внешних сил: {\displaystyle {\frac {d{\vec {p}}}{dt}}={\vec {F}},} |

где {\displaystyle {\vec {p}}=m{\vec {v}}} — импульс точки, {\displaystyle {\vec {v}}} — её скорость, а {\displaystyle t} — время.
При такой формулировке, как и при предшествующей, полагают, что масса материальной точки неизменна во времени.
Иногда предпринимаются попытки распространить сферу применения уравнения {\displaystyle d{\vec {p}}/dt={\vec {F}}} и на случай тел переменной массы. Однако вместе с таким расширительным толкованием уравнения приходится существенным образом модифицировать принятые ранее определения и изменять смысл таких фундаментальных понятий, как материальная точка, импульс и сила.

#### Замечания
Когда на материальную точку действуют несколько сил, с учётом принципа суперпозиции второй закон Ньютона записывается в виде
Второй закон Ньютона, как и вся классическая механика, справедлив только для движения тел со скоростями, много меньшими скорости света. При движении тел со скоростями, близкими к скорости света, используется релятивистское обобщение второго закона, получаемое в рамках специальной теории относительности.
Частный случай (при {\displaystyle {\vec {F}}=0}) второго закона нельзя рассматривать как эквивалент первого, так как первый закон постулирует существование ИСО, а второй формулируется уже в ИСО.

### Историческая формулировка
Исходная формулировка Ньютона:
| Изменение количества движения пропорционально приложенной движущей силе и происходит по направлению той прямой, по которой эта сила действует. |

## Третий закон Ньютона
Этот закон описывает, как взаимодействуют две материальные точки. Пусть имеется замкнутая система, состоящая из двух материальных точек, в которой первая точка может действовать на вторую с некоторой силой {\displaystyle {\vec {F}}_{1\to 2}}, а вторая — на первую с силой {\displaystyle {\vec {F}}_{2\to 1}}. Третий закон Ньютона утверждает: сила действия {\displaystyle {\vec {F}}_{1\to 2}} равна по модулю и противоположна по направлению силе противодействия {\displaystyle {\vec {F}}_{2\to 1}}.
Третий закон Ньютона является следствием однородности, изотропности и зеркальной симметрии пространства.
Третий закон Ньютона, как и остальные законы ньютоновской динамики, даёт практически верные результаты лишь только тогда, когда скорости всех тел рассматриваемой системы пренебрежимо малы по сравнению со скоростью света.

### Современная формулировка
| Материальные точки взаимодействуют друг с другом силами, имеющими одинаковую природу, направленными вдоль прямой, соединяющей эти точки, равными по модулю и противоположными по направлению: {\displaystyle {\vec {F}}_{2\to 1}=-{\vec {F}}_{1\to 2}.} |

Закон утверждает, что силы возникают лишь попарно, причём любая сила, действующая на тело, имеет источник происхождения в виде другого тела. Иначе говоря, сила всегда есть результат взаимодействия тел. Существование сил, возникших самостоятельно, без взаимодействующих тел, невозможно.

### Историческая формулировка
Ньютон дал следующую формулировку закона:
| Действию всегда есть равное и противоположное противодействие, иначе — взаимодействия двух тел друг на друга между собою равны и направлены в противоположные стороны. |

Для силы Лоренца третий закон Ньютона не выполняется. Лишь переформулировав его как закон сохранения импульса в замкнутой системе из частиц и электромагнитного поля, можно восстановить его справедливость.

## Следствия законов Ньютона
Законы Ньютона являются аксиомами классической ньютоновской механики. Из них, как следствия, выводятся уравнения движения механических систем, а также «законы сохранения», указанные ниже. Разумеется, есть и законы (например, всемирного тяготения или Гука), не вытекающие из трёх постулатов Ньютона.

### Уравнения движения
Уравнение {\displaystyle {\vec {F}}=m{\vec {a}}} является дифференциальным уравнением: ускорение есть вторая производная от координаты по времени. Это значит, что эволюцию (перемещение) механической системы во времени можно однозначно определить, если задать её начальные координаты и начальные скорости.
Если бы уравнения, описывающие наш мир, были уравнениями первого порядка, то исчезли бы такие явления, как инерция, колебания, волны.

### Закон сохранения импульса
Закон сохранения импульса утверждает, что векторная сумма импульсов всех тел системы есть величина постоянная, если векторная сумма внешних сил, действующих на систему тел, равна нулю.

### Закон сохранения механической энергии
Если все силы консервативны, то возникает закон сохранения механической энергии взаимодействующих тел: полная механическая энергия замкнутой системы тел, между которыми действуют только консервативные силы, остаётся постоянной.

## Расширение ньютоновской аксиоматики
Публиковались идеи расширить группу законов Ньютона включением в неё ряда других аксиом механики. Так, Ф. Вильчек предлагал объявить закон сохранения массы нулевым законом Ньютона. Ещё одним «кандидатом» на статус нулевого закона было допущение о мгновенности реакции тела на приложенную силу, а декларирование применимости принципа суперпозиции к системе сил иногда называли четвёртым законом Ньютона (сам Ньютон упоминал этот принцип в «Началах» как дополнение). Однако, несмотря на важность добавочных утверждений-аксиом, данные идеи не прижились и общепринято считать, что законов Ньютона три.

## Законы Ньютона и силы инерции
Использование законов Ньютона предполагает задание некой ИСО. Однако, на практике приходится иметь дело и с неинерциальными системами отсчёта. В этих случаях, помимо сил, о которых идёт речь во втором и третьем законах Ньютона, в механике вводятся в рассмотрение так называемые силы инерции.
Обычно речь идёт о силах инерции двух различных типов. Сила первого типа (даламберова сила инерции) представляет собой векторную величину, равную произведению массы материальной точки на её ускорение, взятое со знаком минус. Силы второго типа (эйлеровы силы инерции) используются для получения формальной возможности записи уравнений движения тел в неинерциальных системах отсчёта в виде, совпадающем с видом второго закона Ньютона. По определению, эйлерова сила инерции равна произведению массы материальной точки на разность между значениями её ускорения в той неинерциальной системе отсчёта, для которой эта сила вводится, с одной стороны, и в какой-либо инерциальной системе отсчёта, с другой. Определяемые таким образом силы инерции силами в истинном смысле слова не являются, их называют фиктивными, кажущимися или псевдосилами.

## Законы Ньютона в логике курса механики
Существуют методологически различные способы формулирования классической механики, то есть выбора её фундаментальных постулатов, на основе которых затем выводятся законы-следствия и уравнения движения. Придание законам Ньютона статуса аксиом, опирающихся на эмпирический материал, — только один из таких способов («ньютонова механика»). Этот подход принят в средней школе, а также в большинстве вузовских курсов общей физики.
Альтернативным подходом, использующимся преимущественно в курсах теоретической физики, выступает лагранжева механика. В рамках лагранжева формализма имеются одна-единственная формула (запись действия) и один-единственный постулат (тела движутся так, чтобы действие было стационарным), являющийся теоретической концепцией. Из этого можно вывести все законы Ньютона, правда, только для лагранжевых систем (в частности, для консервативных систем). Все известные фундаментальные взаимодействия описываются именно лагранжевыми системами. Более того, в рамках лагранжева формализма можно рассмотреть гипотетические ситуации, в которых действие имеет какой-либо другой вид. При этом уравнения движения станут уже непохожими на законы Ньютона, но сама классическая механика будет по-прежнему применима.

## Исторический очерк

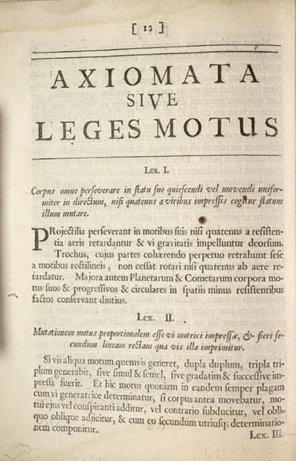
Страница «Начал» Ньютона с аксиомами механики

Практика применения машин в мануфактурной промышленности, строительство зданий, кораблестроение, использование артиллерии позволили ко времени Ньютона накопиться большому числу наблюдений над механическими процессами. Понятия инерции, силы, ускорения всё более прояснялись в течение XVII столетия. Работы Галилея, Борелли, Декарта, Гюйгенса по механике уже содержали все необходимые теоретические предпосылки для создания Ньютоном в механике логичной и последовательной системы определений и теорем.
Основные законы механики Исаак Ньютон сформулировал в своей книге «Математические начала натуральной философии»:

Оригинальный текст (лат.)
   LEX I

Corpus omne perseverare in statu suo quiescendi vel movendi uniformiter in directum, nisi quantenus a viribus impressis cogitur statum illum mutare.
   LEX II

Mutationem motus proportionalem esse vi motrici impressae et fieri secundum lineam rectam qua vis illa imprimitur.
   LEX III

Actioni contrariam semper et aequalem esse reactionem: sive corporum duorum actiones in se mutuo semper esse aequales et in partes contrarias dirigi.
— «Начала», страница 12
Русский перевод этих формулировок законов см. в предыдущих разделах.
Первый закон (закон инерции), в менее чёткой форме, опубликовал ещё Галилей, допускавший свободное движение не только по прямой, но и по окружности (видимо, из астрономических соображений). Галилей также сформулировал важнейший принцип относительности, который Ньютон не включил в свою аксиоматику, потому что для механических процессов данный принцип является следствием уравнений динамики. Кроме того, Ньютон считал пространство и время абсолютными понятиями, едиными для всей Вселенной, и явно указал на это в своих «Началах».
Ньютон конкретизировал суть таких физических терминов как количество движения (не вполне ясно использованное у Декарта) и сила. Он ввёл в физику понятие массы как меры инертности тела и, одновременно, его гравитационных свойств (ранее физики пользовались понятием вес).
В середине XVII века ещё не существовало современной техники дифференциального и интегрального исчисления. Соответствующий математический аппарат в 1680-е годы параллельно создавался самим Ньютоном (1642—1727), а также Лейбницем (1646—1716). Завершили математизацию основ механики Эйлер (1707—1783) и Лагранж (1736—1813).